# 임병수 (1959년)
임병수(林炳洙, 1959년 ~ , 부산)는 대한민국의 공무원이다. 

## 학력
- 부산대학교 사범대학 부설고등학교 졸업
- 부산대학교 법학 학사

## 경력
- 제24회 행정고시 합격
- 법제처 행정사무관
- 법제처 법제조정실 법제관
- 법제처 법제기획과장
- 법제처 법제기획관실 법제기획담당관
- 법제처 행정법제국 법제관
- 청와대 민정수석비서실 행정관
- 법제처 행정법제국 법제심의관
- 법제처 경제법제국장
- 법제처 기획조정관
- 법제처 차장
- 법제처 법령해석심의위원회 위원장
- 법무법인 태평양 고문

## 참고
| 전임 윤장근 | 제16대 법제처 차장 2010년 9월 15일 ~ 2011년 8월 8일 | 후임 제정부 |